# Pontophilus
Pontophilus is een geslacht van kreeftachtigen uit de klasse van de Malacostraca (hogere kreeftachtigen).

## Soorten
- Pontophilus brevirostris Smith, 1881
- Pontophilus norvegicus (M. Sars, 1861)
- Pontophilus spinosus (Leach, 1816)